# Derrière les fronts : Résistances et résiliences en Palestine
Pour plus de détails, voir Fiche technique et Distribution.
Derrière les fronts : Résistances et résiliences en Palestine est un documentaire français réalisé par Alexandra Dols, tourné en Palestine et sorti en salles en 2017.

## Synopsis
Tout en suivant le Dr Samah Jabr, ce documentaire propose des séquences multiples autour de l'occupation du territoire palestinien et des stratégies mises en œuvre par les habitants pour y résister.

## Fiche technique
- Titre : Derrière les fronts : Résistances et résiliences en Palestine
- Titre anglais : Beyond the Frontlines: Tales of Resistance and Resilience
- Réalisation : Alexandra Dols
- Production : Alexandra Dols
- Photographie : Alexandra Dols
- Montage : Delphine Piau, Véronique Rosa
- Interprète : ?
- Son : Charlotte Floersheim et Belanaïc Roubin
- Bande originale : Baraka
- Société de production : Hybrid Pulse
- Distribution : Hybrid Pulse
- Genre : documentaire
- Durée : 113 min.
- Pays :  France
- Langue : français, arabe, anglais
- Lieux de tournage : Palestine
- Dates de sortie : 
  - France : 8 novembre 2017

## Critique du film
Le réalisateur Ken Loach fait la déclaration suivante à propos du documentaire et du Dr Samah Jabr, la protagoniste principale : « Dr Jabr est une femme réfléchie et pleine de sagesse. Son travail reflète les effets dévastateurs des années d'occupation brutales subis par le peuple Palestinien. Le film d’Alexandra Dols partage avec nous ces réflexions, d’une manière généreuse et profondément troublante »
À sa sortie dans les salles françaises en novembre 2017, le journal L'Humanité décrit ainsi le film : « Témoignages, séquences pédagogiques sur la situation palestinienne, images d'actualité saisies sur le vif des oppressions et exactions israéliennes, la structure finale du film est agencée par les chroniques du Dr Samah Jabr au prisme du réel en mouvement ».
Le journal Le Monde écrit à propos du film : « Guidé par la psychothérapeute palestinienne Samah Jabr, dont la présence, la pensée, le discours, structurent le film de bout en bout, Derrière les fronts … revitalise, en posant ces questions, le genre usé jusqu'à la corde de la chronique de l’occupation de la Palestine ».
Télérama livre également une critique positive du film : « En compagnie de la psychiatre Samah Jabr, ce documentaire exemplaire décrit et analyse l'oppression mentale dont est victime la population des territoires occupés en Palestine." ».
Le journaliste, cinéaste et écrivain Nadir Dendoune écrit quant à lui dans Le Courrier de l'Atlas : « Derrière les fronts d'Alexandra Dols, qui sortira dans les salles le 8 novembre 2017, détonne par son originalité. A travers le merveilleux portrait de Samah Jabr, ce film est aussi un merveilleux ode à la résistance ».
Pierre Stambul, membre de l'Union juive française pour la paix déclare à propos du film : « une solution juste viendra de pressions venues de l'extérieur et des capacités de résistance et de résilience des Palestinien-ne-s. » C’est cela que traite le documentaire d’Alexandra Dols : informer et analyser les mécanismes »[réf. nécessaire].
L'historien Dominique Vidal écrit : « Avec son film Derrière les fronts, c'est une personnalité exceptionnelle qu’Alexandra Dols nous révèle : celle de la docteure Samah Jabr, fil rouge de ce documentaire très politique. Pour aider ses compatriotes, elle appuie son savoir-faire médical sur un levier d’une rare efficacité : leur espérance »[réf. nécessaire].

## Autour du film
À la suite de la sortie du film en France, un livre, recensant les chroniques du Dr Samah Jabr a été édité et a fait l'objet d'une recension par Le Monde diplomatique.

## Distinctions
- 2018 : Birmingham's international festival of social justice film - Screening Rights Film Festival (Birmingham)
- 2018 : Festival des Libertés (Bruxelles)
- 2018 : Chouftouhonna – International festival of feminist art – 4e édition (Tunis)
- 2018 : XII Festival de Cine de los Derechos Humanos (Valparaiso)
- 2018 : 14e Festival Internacional de Cine de los Derechos Humanos (Sucre)
- 2017 : « Days of Cinema » (Palestine) Sunbird Award for Best Documentary Film
- 2017 : Douarnenez Film Festival (France)
- 2017 : Stockholm Independent Film Festival
- 2017 : French Institute in Tunis
- 2017 : Middle East Studies Association FilmFest (Washington)
- 2017 : « Panorama des cinémas du Maghreb et du Moyen-Orient » (France)